# Reprezentacja Białorusi U-17 w piłce nożnej mężczyzn
Reprezentacja Białorusi U-17 w piłce nożnej jest juniorską reprezentacją Białorusi, sterowaną przez Białoruski Związek Piłki Nożnej. Jest powoływana przez selekcjonera, w niej występować mogą wyłącznie zawodnicy posiadający obywatelstwo białoruskie i którzy w momencie przeprowadzania imprezy docelowej (finałów Mistrzostw Europy) nie przekroczyli 17 roku życia. Zespół raz uczestniczył w Mistrzostwach Europy U-16 i raz w Mistrzostwach Europy U-17.

## Występy w ME U-17
Uwaga: W latach 1982–2001 rozgrywano Mistrzostwa Europy U-16
- 2002: Nie zakwalifikowała się
- 2003: Nie zakwalifikowała się
- 2004: Nie zakwalifikowała się
- 2005: 4. miejsce w grupie
- 2006: Nie zakwalifikowała się
- 2007: Nie zakwalifikowała się
- 2008: Nie zakwalifikowała się
- 2009: Nie zakwalifikowała się
- 2010: Nie zakwalifikowała się
- 2011: Nie zakwalifikowała się
- 2012: Nie zakwalifikowała się
- 2013: Nie zakwalifikowała się
- 2014: Nie zakwalifikowała się
- 2015: Nie zakwalifikowała się
- 2016: Nie zakwalifikowała się